# Paracandidimonas
Paracandidimonas es un género de bacterias gramnegativas de la familia Alcaligenaceae. Fue descrito en el año 2017. Su etimología hace referencia a parecido a Candidimonas. Son bacterias aerobias y de movilidad variable. Se encuentra en suelos y lodos. 

## Taxonomía
Actualmente existen 3 especies descritas:
- Paracandidimonas caeni
- Paracandidimonas lactea
- Paracandidimonas soli